# Charles de Brouckère

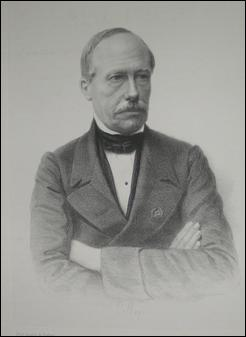
Charles de Brouckère

Charles Marie Joseph Ghislain de Brouckère (* 18. Januar 1796 in Brügge; † 20. April 1860) war ein südniederländischer, später belgischer Staatsmann. Er war der Bruder des Premierministers Henri de Brouckère.
De Brouckère trat 1815 in die niederländische Artillerie und kämpfte bei Waterloo, ging aber 1820 in den Zivilstaatsdienst im Verwaltungs- und Finanzfach über. 1826 zum Deputierten der Provinz Limburg in der Zweiten Kammer der Generalstaaten gewählt, wurde er das Haupt der liberalen Opposition und Vorkämpfer für die Selbständigkeit Belgiens. Nach dem Erlass der königlichen Botschaft vom 11. Dezember 1829 trat er aus dem Staatsdienst aus.
Nach den entscheidenden Septemberkämpfen von 1830 in Brüssel sprach er, nachdem sein Versuch, Belgien den Oraniern zu erhalten, gescheitert war, als Mitglied der Verfassungskommission für die Beibehaltung der Monarchie und stimmte im Nationalkongress für Louis d’Orléans, duc de Nemours als König. Unter der provisorischen Regierung Chef des Finanzausschusses, brachte er die Finanzen rasch in Ordnung, wurde von König Leopold I. am 3. August 1831 zum Minister des Innern und am 16. August 1831 zum Kriegsminister ernannt. Binnen wenigen Monaten schuf er ein Heer von 80.000 Mann; als aber die Kammern die Größe der dafür verlangten Summen tadelten und sogar seine Uneigennützigkeit verdächtigten, forderte er im März 1832 seine Entlassung.
1834 übernahm er die Stelle eines Generaldirektors der Münze und, da diese seinem Tätigkeitsdrang nicht genügte, ohne Gehalt eine Professur an der Universität zu Brüssel und errichtete mit Jean-François Tielemans das Répertoire de l'administration et du droit administratif. 1835 gründete er die belgische Nationalbank, welche jedoch infolge der politischen Konstellation 1838 ihre Zahlungen einstellen musste, weshalb de Brouckère, obgleich die Regierung der Bank zu Hilfe kam, am 30. April 1839 das Direktorium niederlegte. Aus seiner Ruhe, die er zur Förderung industrieller Unternehmungen benutzte, wurde er gerissen, indem er 1840 in Brüssel wieder in die Kammer gewählt ward. Ende 1840 ernannte ihn der Minister Charles Rogier zum Bürgermeister der Hauptstadt, als welcher er sich besonders bei der Teuerung von 1846 und der Cholera von 1849 hoch verdient machte. 1847 war er Präsident des Ökonomistenkongresses in Brüssel sowie 1848 des Ackerbaukongresses daselbst. Überhaupt war er eins der tätigsten und einsichtsvollsten Mitglieder fast aller zur Hebung oder zur Beurteilung der industriellen Leistungen des Landes amtlich eingesetzten Kommissionen und Ausschüsse. Den ihm vom König verliehenen Grafentitel lehnte er ab. Er starb am 20. April 1860.
De Brouckère war ein Mitglied im Bund der Freimaurer.